# Brat 2
Brat 2 és una pel·lícula de drama criminal russa del 2000 dirigida per Aleksei Balabànov i protagonitzada per Serguei Bodrov Jr.
Es tracta de la seqüela de la pel·lícula Brat, estrenada tres anys abans.
L'exmilitar Danila Bagrov es manté fidel als seus nobles ideals, malgrat els girs turbulents de la seva vida. El seu millor amic recorre a ell a la recerca d'ajuda, per la qual cosa Danila es veu obligat a viatjar als Estats Units. S'hi emporta també el seu germà gran Víktor, interpretat per Victor Sukhorukov, com a la primera part.
L'estrena inicial de la pel·lícula no va tenir gaire èxit. Va recaptar aproximadament 1,7 milions de dòlars amb un pressupost d'1,5 milions de dòlars. La pel·lícula va rebre comentaris majoritàriament positius per part de la crítica, que va destacar l'excel·lent interpretació, la profunditat de la trama i l'aconseguit rodatge a Rússia i als Estats Units. La banda sonora va acaparar especial atenció, composta de cançons d'intèrprets russos i estrangers, que subratllen perfectament l'estat emocional dels personatges i l'atmosfera de la pel·lícula.
Tal com la primera part, Brat 2 s'ha convertit en una part integral de la cultura russa i ha tingut una forta influència en el desenvolupament del cinema rus.
El 24 de març de 2022, la pel·lícula va ser reestrenada a Rússia.

## Argument
Moscou, 1999. Danila Bagrov i els seus companys de guerra estan convidats a participar en el rodatge del programa de televisió "V mire liudei" (В мире людей, lit. En el món de la gent) d'Ivan Demidov al canal TV-6, dedicat als herois de la guerra de Txetxènia. Als passadissos del centre de televisió d'Ostankino, Danila es troba amb la famosa cantant Irina Saltikova, però no la reconeix, ja que no s'interessa per la música pop sinó el rock rus (en particular, pels grups Nautilus Pompilius i DDT). Després de l'emissió, Danila es relaxa amb els seus amics en un bany, on un d'ells, Konstantin Gromov, natural de Kíev i que treballa com a guàrdia de seguretat al Banc Nikolaevski, explica el problema del seu germà bessó Dmitri. Jugardor d'hoquei de la NHL, Dmitri ha buscat la protecció de Richard Mannis, un home de negocis nord-americà, per tal d'evitar la màfia ucraïnesa als Estats Units. Però ara abusa del contracte per apropiar-se de gairebé tots els ingressos de Dmitri. Mannis té interessos financers a Rússia, per això acaba de venir a Moscou per reunir-se amb el cap del Banc Nikolaevski, Valentin Belkin. Konstantin vol demanar al mateix Belkin d'ajudar-lo i que parli amb l'americà. No obstant, Belkin no accepta la seva interferència en els seus negocis amb Mannis i dóna instruccions als seus assistents perquè el fagin fora. Havent entès malament les ordres del seu cap, el súbdits de Belkin maten en Konstantin. Danila, complint l'última petició del seu company d'armes, el qual li va salvar la vida en una ocasió, decideix ajudar el germà bessó de Konstantin. Per fer-ho, ha d'anar als Estats Units i obligar a l'empresari nord-americà a retornar-li els diners al germà del seu amic assassinat.
Per obtenir informació sobre Mannis, Danila cal que es trobi amb Belkin, però aquest està permanentment envoltat del seu personal de seguretat. Ilià Setevoi, amic de Danila de la Guerra de Txetxènia, actualment empleat al Museu Estatal d'Història, utilitza un amic hacker seu per obtenir informació sobre el lloc de residència de Belkin i de l'escola on estudia el seu fill. Després d'això, Danila i Ilià compren una MP-38 i diverses granades de la Gran Guerra Patriòtica a un traficant sobrenomenat "el Feixista".
Mentrestant, el germà de la Danila, Víktor, es dirigeix a Moscou a visitar-lo. Després dels fets de la primera part, havia tornat a la seva ciutat natal, convertint-se temporalment en policia. Però avorrit d'aquesta vida, va començar a beure i a parlar despectivament del seu germà. La seva mare, descontena amb la mala vida de Víktor i en permanent disputa amb ell, veu el programa televisiu en el qual apareix Danila, i proposa a Víktor d'anar a Moscou per trovar-se amb el seu germà.
Un cop a Moscou, Víktor accepta la proposta de Danila d'anar junts cap a Amèrica. Abans, però, es troben amb Belkin a l'escola on estudia el seu fill. Danila l'interroga tot apuntant-lo amb una metralladora, però Belkin refusa tota responsabilitat i culpabilitza a l'americà, revelant els seus negocis bruts, que inclouen el tràfic de drogues i de vídeos snuff.
Més tard, Belkin adverteix a Mannis de l'imminent perill, explicant-li l'incident i enviat-li una foto de Danila. Paral·lelament, mou tots els fils perquè els seus súbdits localitzin i neutralitzin a Danila. Acaba tenint lloc així una confrontació amb la banda criminal. Durant la persecussió amb cotxe, Víktor i Danila acorralen els gàngster en un pati interior, ametrallant el seu jeep amb una PM 1910 obtinguda del Museu Estatal d'Història i llançant finalment una granada al seu cotxe robat.
Amb l'ajuda dels amics d'Ilià, Danila i el seu germà obtenen passaports falsos i volen cap als Estats Units però amb dos destinacions diferents: Víktor cap a Chicago i Danila cap a Nova York. Així, aconsegueixen burlar els controls tant de la màfia de Belkin a Rússia com de la màfia ucraïnesa als Estats Units.
Tot esperant el seu germà a Chicago, Víktor deambula embriagat pels carrers, fins a tenir un incident amb un policia, a qui acaba noquejant. Danila, per altra banda, es compra un vell Cadillac Deville, però s'avaria després d'haver fet poc més de 100 quilòmetres (a la frontera de Pennsilvània). Es veu així obligat a fer autostop fins a Chicago i és recollit per un camioner anomenat Ben Johnson. A Chicago, Danila coneix accidentalment Daixa, una prostituta russa sobrenomenada Marilyn.
Mentrestant, l'entorn de Belkin persisteix en la recerca de Danila, arribant a la falsa conclusió que Víktor és un sicari contractat per Danila i enviat als Estats Units enlloc seu. Belkin envia una foto de Víktor a Mannis i la màfia ucraïnesa passa així a concentrar-se en la recerca del presumpte sicari, que en realitat és el germà gran de Danila.
Danila arriba a Chicago sense cotxe, desarmat, gairebé sense diners i acaba a la comissaria per una baralla amb els súbdits d'un proxeneta, que li exigien diners per als serveis d'una prostituta. Després d'abandonar la comissaria, decideix buscar sol a Mannis i es posa a controlar la seva discoteca, avaluant-ne la seguretat i l'interior, i descobrint l'hora d'arribada de l'empresari.
Finalment, Danila també es troba amb Dmitri Gromov, a qui comunica la notícia de la mort del seu germà. Dmitri rebutja l'ajuda de Danila i, desamparat, troba refugi a casa de la presentadora de notícies de televisió Lisa Jeffrey, amb qui manté un afer.
Després d'haver retrobat a Daixa, Danila li demana que concerti una reunió amb un traficant d'armes. Utilitzant una pistola casolana, fereix el traficant i es fa amb una Cobray M11/9. Seguidament, a l'apartament de la Daixa, mata el seu proxeneta i tota la seva banda, que s'havien presentat a la casa per venjar l'incident amb el traficant.
A continuació, Danila i Daixa es troben finalment amb Víktor.
L'endemà al matí, Danila arriba al club Metro i amaga una pistola a la cisterna del vàter. Al vespre, durant un concert del grup Bi-2, recupera la pistola i mata a tots els guàrdies que es troba pel camí. No obstant, precisament aquesta nit Mannis no ha assistit al club. Danila i la Daixa el van a buscar a la seva oficina. Per entrar-hi, Danila ha de pujar diverses dotzenes de pisos al llarg de l'escala d'incendis. En arribar a l'oficina, Danila mata els guàrdies de Mannis i li exigeix els diners de Dmitri Gromov.
Seguidament, Danila torna els diners robats a Dmitri, el germà del seu amic mort.
Mentrestant, a Moscou, Belkin rep una trucada del seu soci, preocupat per les notícies fragmentàries però alarmants sobre el linxament de la banda de Belkin i sobre la marxa d'un sicari de Sant Petersburg als Estats Units. Belkin intenta tranquilitzar-lo, però el soci no es vol arriscar i cancel·la el seu projecte amb Belkin i Mannis.
El taxi amb el que van Danila i Daixa s'ha d'aturar a un cordó policial, i aprenen així que un tal rus s'ha presentat a un restaurant ucraïnès, disparant contra la màfia local. La policia, que ha envoltat l'edifici, assalta el pis i surt arrossegant a Víktor, que crida alegrement que es rendeix i que es vol quedar a viure a Amèrica.
La comissaria fa pública una descripció de l'aparença de Danila i Daixa i tots dos es refugen a l'apartament de la Lisa Jeffrey, des del qual Danila demana ajuda al camioner Ben. Amb una limosina, Ben els condueix a l'aeroport, vestits amb roba d'etiqueta per esquivar la policia. Arribant deliberadament tard a la porta d'embarcament, Danila i Daixa aconsegueixen fer ràpid els tràmits i pugen a un avió que els retorna cap a Moscou.

## Repartiment
| Actor                         | Personatge                        |
| ----------------------------- | --------------------------------- |
| Sergei Bodrov Jr. (1971-2002) | Danila Bagrov                     |
| Viktor Sukhorukov (1951)      | Viktor Bagrov                     |
| Kirill Pirogov (1973)         | Ilià Setevoi                      |
| Alexander Diatxenko (1965)    | Konstantin Gromov / Dmitri Gromov |
| Serguei Makovetski (1958)     | Valentin Edgarovitx Belkin        |
| Irina Saltkova (1966)         | Ella mateixa                      |
| Gary Houston                  | Richard Mennis                    |
| Ray Toler (1949)              | Ben Johnson                       |
| Daria Lesnikova (1968)        | Daixa / Marilyn, la prostituta    |
| Lisa Jeffrey                  | Ella mateixa                      |
| Aleksandr Karamnov (1963)     | Boris                             |
| Bradley Mott (1956-2020)      | Home gras                         |
| E. Milton Wheeler (1959)      | Pimp                              |
| Tatiana Zakharova             | Mara de Danila i Víktor           |
| Roman Tokar                   | Taxista de New York               |
| Darius Kasparaitis            | Ell mateix (cameo)                |
| Alexei Morozov                | Ell mateix (cameo)                |
| Andrei Nikolishin             | Ell mateix (cameo)                |
| Jaromír Jágr                  | Ell mateix (cameo)                |
| Valdis Pelšs                  | Ell mateix (cameo)                |
| Leonid Iakubovitx             | Ell mateix (cameo)                |

Actuació de veu
- Alexey Poluyan - Víktor Bagrov (Victor Sukhorukov)
- Natalia Danilova - Dasha, alias Marilyn (Daria Lesnikova)
- Roman Ageiev - Boris, el guardaespatlles de Saltikova (Alexander Karamnov)
- Iuri Stoianov — taxista de Nova York[6]
- Nina Usatova - mare de Danila i Víktor (Tatiana Zakharova)
- Evgenia Igumnova - locutora

## Equip de rodatge
| Director i guionista      | Aleksei Balabànov                                   |
| Productor                 | Serguei Selianov                                    |
| Director de fotografia    | Serguei Astrakhov                                   |
| Compositor                | Viatxeslav Butussov                                 |
| Dissenyadors de producció | Aleksandr Guiliarevski, Deba Djin Grei, Djui Kropsx |

## Rodatge de la pe·lícula
- L'interior de la casa del banquer Belkin és la finca Gorki (Gorki Léninskie). El gimnàs on estudia el seu fill és l'edifici de la Fundació Internacional per a la Literatura i la Cultura Eslava (tant els exteriors com els interiors). El banc Nikolaevski correspon a l'edifici de l'Institut de Recerca de Cinematografia del carrereó Degtiani Pereulok (Moscou). Els exteriors del soterrani del personatge "el feixista" corresponen a uns patis prop de la plaça Khitrovskaia.
- Les escenes rodades a l'apartament d'Irina Saltikova corresponen a l'apartament real de la cantant.[7]
- Les escenes estrangeres de la pel·lícula es van rodar al barri de Brighton Beach de Nova York (Little Odessa)[8] i al barri ucraïnès de Chicago, anomenat Ukrainian Village.[9][10][11][12] A més, el concert del grup rus Bi-2 es va rodar després que la resta de la pel·lícula s'hagués editat. El lloc de concert fou al Teatre Iermolova de Moscou.[13]
- Segons l'actriu que va interpretar a Marilyn, Dària Iurgens, «a Moscou de vegades era molt més difícil organitzar el rodatge que a Amèrica», i algunes de les escenes americanes es van rodar sense permís, il·legalment.[14]
- L'interior de la comissaria de policia on és portat Danila, ben apallissat, va ser filmat en una comissaria de policia real al suburbi de Chicago de l'illa Blava. El policia que feia l'interrogatori era interpretat per un policia real (en canci, el paper del traductor era interpretat per un actor).[7]
- A Chicago, Danila espera a Víktor en un banc prop del pont llevadís de l'avinguda Wabash, davant de l'Església de Crist (original en anglès: Seventeenth Church of Christ, Scientist), un famós monument del modernisme.
- El cotxe del banquer Belkin és un Steyr 220 descapotable negre austríac del 1938. El Cadillac Coupe Deville blau que Danila compra a Nova York va ser comprat per l'equip de filmació de Nova York per 1.000 dòlars. El vehicle del camioner Ben és un Peterbilt 379 clàssic (conegut sobretot per les aparicions d'Optimus Prime). Durant el rodatge, el camió era conduït pel mateix actor Ray Toler, qui més tard va recordar el rodatge com el més dur de la seva vida.[15]
- El novembre de 2017, el mitjà digital rus Colta.ru va publicar una llarga entrevista amb la vídua de Sergei Bodrov Jr., Svetlana, que va fer amb la periodista Katerina Gordeeva. Segons ella, el periodista de televisió i antic company de l'actor Alexander Liubimov gairebé va interrompre el treball a la pel·lícula. Inicialment, l'escena en què Bagrov arriba al centre de televisió d'Ostankino amb els seus amics Ilià i Kostia per tal de ser entrevistast s'havia de rodar a l'estudi del programa televisiu "Vzgliad". Segons el guió, Liubimov hi havia d'aparèixer com a amfitrió, interpretant-se a si mateix. Havia promès ajudar els cineastes a organitzar el rodatge, però un dia abans del rodatge s'en va desentendre, negant-los-hi l'ús de l'estudi. Finalment, es va decidir filmar aquest episodi a l'estudi del programa "V mire liudei" del canal TV-6, i un altre empleat de la companyia de televisió VID, Ivan Demidov, va acceptar actuar com a presentador.[16] Bodrova va qualificar el comportament de Liubimov de la següent manera:[16]

Va ser venjança [contra Bodrov]. Mesquí, desagradable, que a qui més mal va fer fou a Leixa [Balàbanov].
- Svetlana Bodrova també va participar en el rodatge de la pel·lícula com a directora del programa "V mire liudei", al tauler de control.
- Hi ha una escena a la pel·lícula on Danila és atropellat per un cotxe conduït per una dona americana (Lisa Jeffrey). En filmar aquesta escena, el cotxe havia s'havia d'aturar al lloc determinat, però durant les proves, el conductor no va poder aconseguir-ho. Degut a això, el càmera Sergei Astakhov va haver de modelar altrement aquest episodi: amb el cotxe parat, el moviment del cotxe cap a l'esquerra va ser simulat pel moviment de la càmera cap a la dreta. En el moment de la "col·lisió" amb el cotxe, Bodrov semblava xocar-hi i caure sobre el capó. En el moment del "atropellament", la gent va aixecar el cotxe que estava aparcat darrere d'ells de manera que el capó s'enfonsés, com si frenés bruscament. L'autenticitat de l'escena es va aconseguir mitjançant el moviment del mateix Bodrov i l'habilitat de l'operador de càmera.[17]
- Abans de filmar una baralla en un gueto "negre", el director va demanar a tres actors negres que peguessin més fort perquè tot semblés natural. Com a resultat, Sergei Bodrov va acaba amb dues costelles trencades.[18]

## Lloguer de vídeo
Malgrat el seu èxit, la pel·lícula no va cobrir els seus costos de producció mitjançant la distribució en cinemes. Els costos de producció van ascendir a més d'un milió de dòlars, mentre que la pel·lícula només va guanyar-ne 600.000 a taquilla. El principal flux d'efectiu fou generada per les vendes de cintes de vídeo. Segons les principals companyies a l'engròs, la pel·lícula va ocupar el primer lloc entre les cinquanta pel·lícules de vídeo més venudes de l'any 2000, superant un gran nombre de superproduccions de gran pressupost.
L'estrena a la televisió russa va tenir lloc el 10 de desembre de 2000 al canal RTR.
En anglès, la pel·lícula es va estrenar sota els títols The Brother 2 (títol anglès internacional), Brother II (a Austràlia ) i On the Way Home (títol anglès al Canadà).
El 17 d'abril de 2022, segons el butlletí informatiu Biulleten kinoprokattxika (en rus: Бюллетень кинопрокатчика), la pel·lícula va recaptar 35,82 milions de rubles o 347 mil dòlars dels EUA en reestrenes, amb 139 mil espectadors.

## Recepció
La pel·lícula va rebre crítiques positives de la crítica.
La crítica va comentar sobre la pel·lícula: 
- «Balabanov filma com s'han de fer les pel·lícules: com si realment visquéssim en un país saludable que produeix 150 pel·lícules a l'any» (Mikhail Brashinski, Afisha).[23]

- «Una pel·lícula d'acció realment correcta i espectacular. A més, és una pel·lícula d'acció russa real i original» (Alex Eksler).[24]
- Segons el filòsof Sekatski, la dilogia de Danila Bagrov i Balabanov en conjunt «es va convertir en el punt de cristal·lització de la nova estatitat».[25]
- El crític Serguei Kudravtsev no es va mostrar tan entusiasmat amb Brat 2 en el seu llibre 3500 kinoretsenzii (lit. 3.500 ressenyes de cinema): creu que Balavànnov va simplificar deliberadament la imatge de Danila Bagrov, perseguint l'atractiu popular de l'heroi.[26]

## Festivals i premis
- 2000 - Kinotavr (Festival de Cinema Rus de Sotxi). Nominació al Gran Premi.
- 2000 - El lloc web oficial de la pel·lícula Brat 2 va rebre un diploma del 1er concurs rus de recursos cinematogràfics a Internet, organitzat conjuntament per l'Acadèmia Russa d'Internet i el Fòrum de Mitjans del Festival Internacional de Cinema de Moscou.
- 2000 - El grup Bi-2 va rebre el premi "Gramòfon d'Or de la Ràdio Rússa" per la banda sonora de la pel·lícula, per la cançó "Polkovniku nikto ne pixet" (Полковнику никто не пишет, lit. Ningú escriu al Coronel).
- 2001 - El lloc web oficial de la pel·lícula Brat 2 va rebre el Premi National d'Internat amb la nominació "Presentació d'un acte cultural".
- 2001 - Participació al Freedom Film Festival de Santa Mònica.[27][28]
- 2001 - La cançó "Nobody Writes to the Colonel" del grup Bi-2 es va convertir en les cinc millors cançons de l'any segons la revista Fuzz el març de 2001.[29] No obstant, a la cerimònia dels premis de la revista, fou la cançó "Gibraltar-Labrador" de Viatxeslav Butusov, també inclosa a la banda sonora de la pel·lícula, que va ser reconeguda com la millor.
- 2013 - Projecció de les pel·lícules Brat i Brat 2 al festival de cinema Naxestvie (lit. Invasió).[30]
- 2014 — Estrena d'una còpia digital de la pel·lícula Brat 2 al segon festival de curtmetratges “Korotxe”.[31]

## Complements de la pel·lícula

### Documentals
- 2000 - Programa de televisió «Намедни. Наша эра» (Namedni. Naixa era) - Brat 2.
- Documental de llarga durada «Как снимался „Брат-2“» (lit. "Com es va rodar "Brother 2"), dirigit i escrit per Vladimir Nepevni i Tobin Ober.
- 2007 - Documental sobre la realització d'ambdues pel·lícules, «Брат. Фильм о фильме: 10 лет спустя» (lit. El germà. Pel·lícula sobre la pel·lícula: 10 anys després).
- 2019 - Pel·lícula documental amateur «Брат-2 — 20 лет спустя» (lit. Germà 2 - 20 anys després).
- 2020 - «20 лет «Брату-2» (lit. 20 anys de "Brat 2).

### Jocs
- Joc d'ordinador Брат 2: Обратно в Америку (lit. Germà 2: retorn a Amèrica).[32]
- Joc Java per a telèfons mòbils  «Брат-2: Данила возвращается (Russian Mafia)» (lit. Germà 2: el retorn de Danila (Russian Mafia)), 2009.

### Còmic
El setembre de 2022, l'editorial Bubble Comics va llançar una col·lecció de còmics «Брат. 25 лет» (lit. El germà. 25 anys) pel 25è aniversari de la pel·lícula. La presentació del llibre va tenir lloc a Moscou, Sant Petersburg i Ekaterinburg. Les 167 pàgines contenen històries sobre Danila Bagrov i altres personatges famosos i nous, alguns dels quals expressen la visió de l'autor sobre la trama. Un dels artistes del projecte és Andrei Vasin, que va treballar en els còmics "Igor Grom" i "Besoboi".

## Poemes apareguts a la pel·lícula
- Al començament de la pel·lícula, un home prop d'un jeep recita el poema de Mikhail Lermontov " No, no sóc Byron, sóc algú més... " (1832) davant la càmera.
- El poema " Patria ", l'autor del qual figura com a V. Orlov,[35] es va publicar l'any 1999 en un llibre de text sobre el curs integrat de llengua russa per al primer grau , però el 1987 es va publicar a la revista " Kolobok " amb un contingut lleugerament diferent i una traducció diferent de l'autor de Nikolai Yukhail.[36]

## Censura
El 2015, l'Agència Estatal de Cinema d'Ucraïna va prohibir la projecció de la pel·lícula al Ucraïna pel fet que, segons els experts de l'agència, conté escenes «que són humiliants per als ucraïnesos per la seva nacionalitat, així com per la inadequació de mostrar aquesta pel·lícula durant l'agressió a l'est del país». Grups ucraïnesos de la banda sonora original de la pel·lícula, com La-Manx d'Ivano-Frankivsk o Okean Elzi de Lviv (Okean Elzy), no compartien aquesta opinió.
El 7 de juny de 2020, l'emissora Pervi Kanal de Rússia va substituir els crèdits finals de la pel·lícula, que presentava la cançó de Nautilus Pompilius "Гудбай, Америка" (lit. "Adéu, Amèrica"), amb imatges de protestes als Estats Units. Després dels crèdits, es va començar a emetre el programa setmanal Vrémia.

## Possibles continuacions
El 2014, Sukhorukov va anunciar el seu desig de fer la pel·lícula Brat 3 i dedicar-la a la memòria de Balabànov i Bodrov.
L'operador de càmera Sergei Astakhov també va acceptar participar en el rodatge de la tercera part. «Si hi hagués un tercer [film]», va dir, «hi participaria, almenys en memòria dels companys morts. Crec que això seria una mena de monument per a ells».
El 2019, als mitjans de comunicació va aparèixer informació que el showman Stanislav Baretski tenia la intenció de filmar Brat 3 amb Diana Xurigina. Segons el propi Baretiski, hauria iniciat negociacions amb tota una sèrie d'artistes notoris. Els seus plans van provocar indignació entre els seguidors de Brat i Brat 2. Fins i tot hi va haver demandes per prohibir el rodatge. Al final, la idea de Baretski va quedar sense realitzar-se.
El 2021, va començar el rodatge de la pel·lícula Brat 3 (dirigida per Valeri Pereverzev). Malgrat el seu títol, no està relacionada amb la trama amb les pel·lícules de Balabànov. Es va estrenar l'1 de febrer de 2024.
El juny de 2022, Valeri Pereverzev va declarar que la idea de Baretski per al seu Brat  va resultar ser una «falsedat vil» que es va descontrolar, i va deixar molts espectadors confosos sobre qui estava fent quines pel·lícules. En resposta, el novembre de 2023, Baretski va criticar la idea de la pel·lícula de Pereverzev en una entrevista a news.ru, senyalant la impossibilitat de filmar la tercera part de "El germà" sense la participació de Bodrov. Al mateix temps, Stanislav Baretski va assenyalar que ell mateix planejava continuar filmant Zhmurki-2, sense esmentar l'idea de Brat 3.

## Influència cultural
- El videojoc Cyberpunk 2077 conté referències directes a la pel·lícula. Per exemple el monòleg de Bagrov al despatx de Mannis, així com el diàleg entre Daixa i Lisa.[43]